# Ian Duncan
Ian Duncan (1961. június 23. –) kenyai autóversenyző, öt alkalommal (1987, 1988, 1989, 1991 és 2000) nyerte meg hazája ralibajnokságát. Egyszeres rali-világbajnoki futamgyőztes.

## Pályafutása
1983 és 1999 között összesen tizenöt rali-világbajnoki futamon vett részt, ebből tizennégy alkalommal a hazájában rendezett Szafari ralin. Ezt a verseny 1994-ben sikerült megnyernie, ezzel ő lett a harmadik kenyai aki rali-világbajnokságon versenyt tudott nyerni. Ötször nyerte meg a kenyai ralibajnokságot.

### Rali-világbajnoki győzelem
| # | Rali         | Szezon | Navigátor        | Autó                    |
| - | ------------ | ------ | ---------------- | ----------------------- |
| 1 | Szafari rali | 1994   | David Williamson | Toyota Celica Turbo 4WD |

## Külső hivatkozások
- Profilja a Rallybase.nl honlapon
- Profilja az ewrc.cz honlapon